# Ђураш Вранчић
Ђураш Вранчић је био ставилац, дворски службеник у време српског краља Стефана Уроша II Милутина (1282-1321). Живео је крајем XIII или почеком XIV века у средњовековној Зети. Његов помен је забележен у надгробном натпису његовог унука, челника Ђураша Илијића. Његови потомци су се презивали Ђурашевићи.